# Kobylarzowa Szczelina
Kobylarzowa Szczelina – jaskinia w Dolinie Miętusiej w Tatrach Zachodnich. Wejście do niej znajduje się w masywie Kobylarzowej Turni, w bocznym odgałęzieniu Szarego Żlebu, na wysokości 1655 metrów n.p.m. Długość jaskini wynosi 12 metrów, a jej deniwelacja 5 metrów.

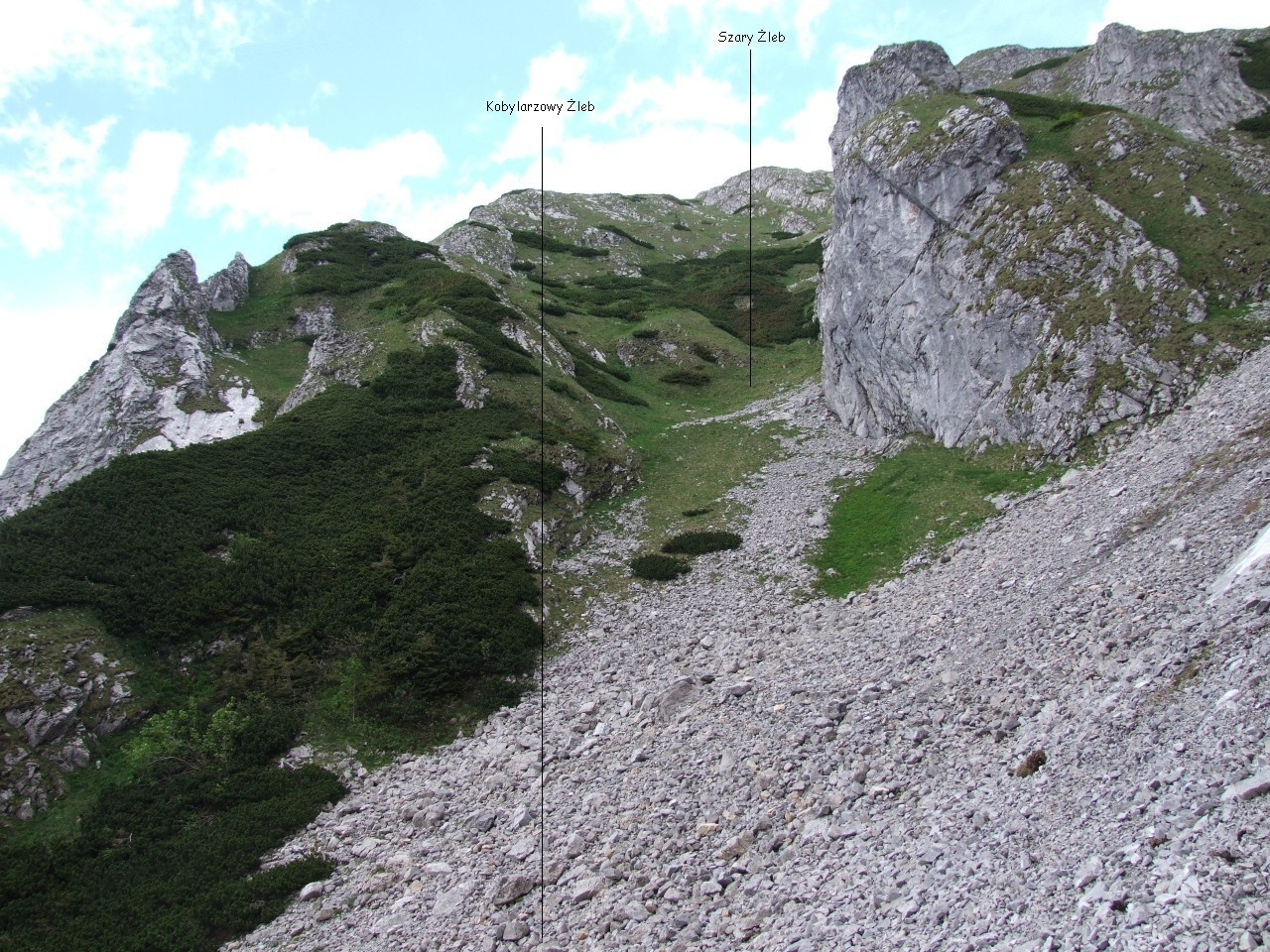
Szary Żleb

## Opis jaskini
Jaskinię stanowi poziomy korytarz zaczynający się w szczelinowym otworze wejściowym, a kończący niewielką salką. Odchodzi z niej stromo do góry 5-metrowa szczelina i poziomy krótki korytarzyk.

## Przyroda
W jaskini można spotkać nacieki grzybkowe. Ściany są wilgotne, rosną na nich glony i porosty.

## Historia odkryć
Jaskinia była znana od dawna. Jej opis i plan sporządziła w lipcu 1998 roku I. Luty przy pomocy D. Bocheńskiej.